# Dasychira complicata
Dasychira complicata är en fjärilsart som beskrevs av Walker 1865. Dasychira complicata ingår i släktet Dasychira och familjen tofsspinnare. Inga underarter finns listade i Catalogue of Life.